# Contz-les-Bains
Contz-les-Bains är en kommun i departementet Moselle i regionen Grand Est (tidigare regionen Lorraine) i nordöstra Frankrike. Kommunen ligger i kantonen Sierck-les-Bains som tillhör arrondissementet Thionville-Est. År 2022 hade Contz-les-Bains 524 invånare.

## Befolkningsutveckling
Antalet invånare i kommunen Contz-les-Bains
| Referens: INSEE |